# عزت ابراهیم
عزت ابراهیم دوری (به عربی: عزة ابراهیم الدوری) (زاده ۱ ژوئیه ۱۹۴۲ – درگذشته ۲۵ اکتبر ۲۰۲۰) فرمانده نظامی و سیاست‌مدار عراقی بود. او معاون اول صدام حسین؛ رئیس‌جمهور عراق و نایب رئیس شورای رهبری انقلاب عراق تا سال ۲۰۰۳ و اشغال عراق توسط آمریکا بود.
الدوری مهم‌ترین مقام ارشد حزب بعث عراق بود که پس از اشغال عراق توسط نیروهای ائتلاف و دولت عراق دستگیر نشد. در ورق‌های بازی که آمریکایی‌ها با چهره مقام‌های ارشد بعثی تحت تعقیب منتشر کرده‌اند، عزت ابراهیم «شاه خاج» بود و جایزه ده میلیون دلاری برای دستگیری وی تعیین شده بود.
عزت ابراهیم چند روز پس از اعدام صدام حسین از سوی طرفداران حزب بعث عراق به عنوان رهبر جدید حزب بعث معرفی شد. وی در سال‌های ۲۰۱۲ و ۲۰۱۳ دو پیام ویدئویی منتشر کرد و کلیه نیروهای ملی اسلامی عراق را به ائتلاف با یکدیگر و مقاومت در مقابل دولت بغداد فرا خواند. ابراهیم از پیروان طریقت صوفیه نقشبندیه است و رهبر معنوی ارتش مردان نقشبندیه محسوب می‌شود، که از گروه‌های شورشی فعال برای مقاومت علیه نیروهای خارجی مستقر در عراق و دولت بغداد است. در جریان حمله نیروهای دولت اسلامی عراق و شام در سال ۲۰۱۴ بسیاری از عزت ابراهیم به عنوان یکی از فرماندهان پشت پرده شورشیان در شمال عراق یاد می‌کردند.

## واکنش نسبت به اعدام صدام
عزت ابراهیم، ژنرال فراری عراقی در واکنش به اعدام صدام حسین تکریتی بخاطر جنایت علیه بشریت؛ کشورهای آمریکا، بریتانیا، اسرائیل و ایران را عامل 'اعدام صدام حسین' معرفی کرد و خواهان خون‌خواهی صدام حسین شد.

## همکاری با داعش
الدوری از بدو فعالیت داعش در عراق، به عنوان یکی از اعضای بلندپایه آن فعال بود. برخی اخبار از زخمی شدن وی ژوئن ۲۰۱۴، در نزدیکی بیجی حکایت داشت. یک منبع بلندپایه در استان صلاح الدین عراق از زخمی شدن عزت الدوری در شمال این استان بر اثر حمله موشکی، خبر داده بود. این در حالی است که برخی منابع او را مسئول شاخه نظامی داعش در عراق می‌دانند.

## اخبار متناقض درباره مرگ
در ۱۷ آوریل ۲۰۱۵، مصادف با ۲۸ فروردین ۱۳۹۴ دولت عراق رسماً اعلام کرده که عزت ابراهیم در یک کمین نیروهای ارتش در منطقه «حمرین» کشته شده‌است. با این حال آزمایش دی ان ای برای تشخیص هویت جسد میسر نشد و مدتی بعد هم ویدئویی از عزت ابراهیم منتشر گردید.
در ۲۶ اکتبر ۲۰۲۰، سایت خبری «السومریه نیوز» عراق به نقل از سایت‌های نزدیک به حزب منحله بعث این کشور (دوشنبه ۲۶ اکتبر) نوشت که عزت الدوری از سرکردگان ارشد این حزب و معاون صدام مُرده است. علت مرگ او هرگز اعلام نشد. 